# 267 г. пр.н.е.
267 (двеста шестдесет и седма) година преди новата ера (пр.н.е.) е година от доюлианския (Помпилийски) римски календар.

## Събития

### В Римската република
- Консули са Марк Атилий Регул и Луций Юлий Либон.
- Военна кампания срещу салентините. Брундизий е превзет от римляните.[1]

### В Гърция
- Започват военните действия в Хремонидовата война на Древна Македония, предвождана от цар Антигон II Гонат, против Атина и Спарта, които се ползват с ограничената подкрепа на Птолемей II.[2]
- Атиняните и съюзниците се задържат в град Рамнунт, в Атика.[2]
- Предатели атиняни оказват помощ на пирати съюзници на Антигон.[2]
- Първи спартански поход срещу македонците достига до Коринтския провлак.[2]